# Notophthiracarus queenslandensis
Notophthiracarus queenslandensis är en kvalsterart som beskrevs av Wojciech Niedbała 2006. Notophthiracarus queenslandensis ingår i släktet Notophthiracarus och familjen Phthiracaridae. Inga underarter finns listade i Catalogue of Life.